# Tarees Rhoden
Tarees Rhoden (* 19. September 2000 in Kingston) ist ein jamaikanischer Mittelstreckenläufer, der sich auf die 800-Meter-Distanz spezialisiert hat.

## Sportliche Laufbahn
Erste internationale Erfahrungen sammelte Tarees Rhoden im Jahr 2017, als er bei den Commonwealth Youth Games in Nassau in 1:56,41 min den sechsten Platz im 800-Meter-Lauf belegte. Im Jahr darauf schied er bei den CARIFTA Games in Nassau mit 1:58,86 min im Vorlauf aus und 2019 begann er ein Studium in den Vereinigten Staaten und wechselte 2021 an die Clemson University. 2023 belegte er bei den Zentralamerika- und Karibikspielen (CAC) in San Salvador in 1:53,82 min den siebten Platz.

## Persönliche Bestzeiten
- 400 Meter: 45,60 s, 13. Mai 2023 in Raleigh
- 800 Meter: 1:46,20 min, 15. April 2023 in Gainesville
  - 800 Meter (Halle): 1:46,61 min, 25. Februar 2023 in Louisville (jamaikanischer Rekord)